# 3415 Danby
3415 Danby (1928 SL) là một tiểu hành tinh nằm phía ngoài của vành đai chính được phát hiện ngày 22 tháng 9 năm 1928 bởi Reinmuth, K. ở Heidelberg.